# Maultaschen
Les Maultaschen sont des ravioles de forme rectangulaire, traditionnelles de la région allemande de Souabe (Bade-Wurtemberg). On les trouve garnies d'une grande variété de farces, faites traditionnellement maison, comme en confection industrielle.

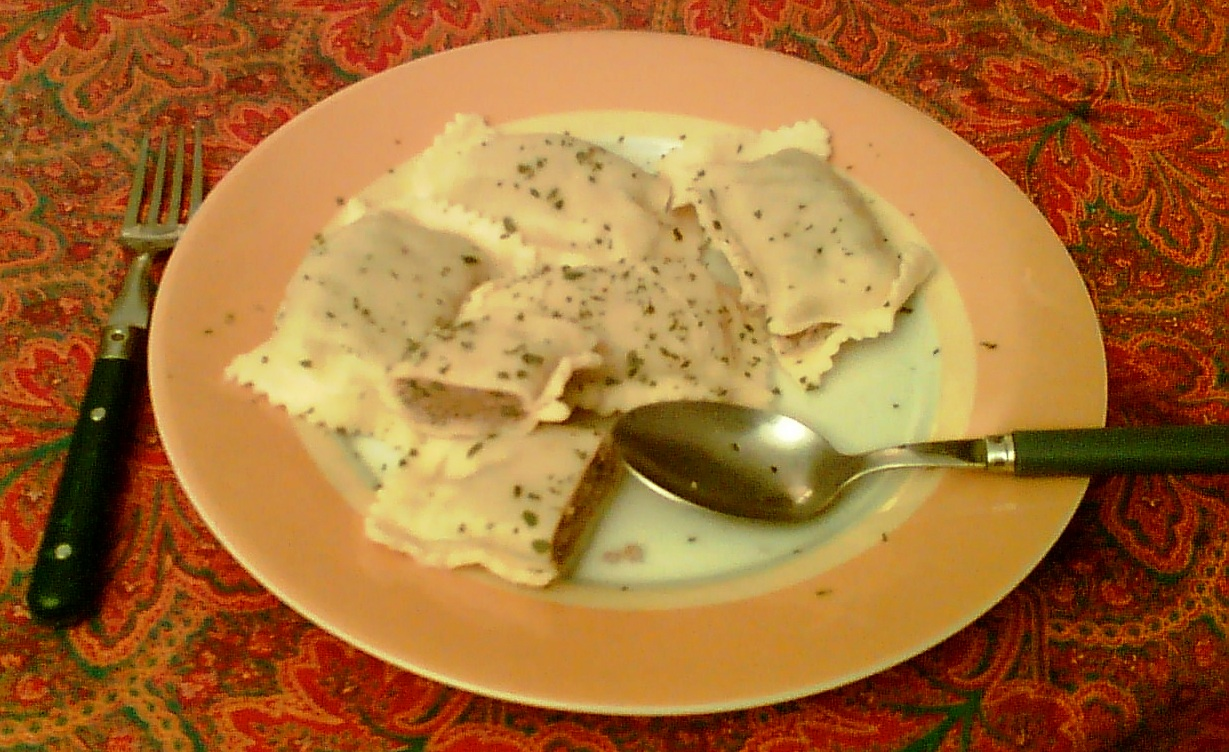
Des Maultaschen.

## Préparation
Les oignons sont hachés menu, revenus à la poêle et mélangés avec de la chapelure (ou de la mie de pain), des épinards et de la viande hachée (la plupart du temps de la viande de veau), le tout assaisonné. La pâte des ravioles est ensuite passée au laminoir ; elle doit être aussi fine que possible. Puis le mélange de viande est étalé sur la pâte. Pour refermer les Maultaschen, les bords peuvent être pressés l'un contre l'autre (avec un petit peu d'œuf, ils tiennent mieux). Le pliage peut donner une forme carrée, rectangulaire ou plus ou moins régulière. Parfois encore, les Maultaschen sont roulées en plusieurs épaisseurs, et sont découpées en tranches épaisses d'environ 4 cm (la pâte et le mélange s'empilent alors en couches minces).
Les pâtes farcies sont cuites soit dans de l'eau bouillante, soit dans un bouillon de viande dans lequel elle peut également servir de soupe garnie.
D'autres recettes :
- fondues : des Maultaschen juste cuites recouvertes d'une sauce au beurre avec des oignons, avec très souvent de la salade de pommes de terre,
- grillées : des Maultaschen refroidies sont découpées en tranches puis revenues dans la poêle avec des oignons ou des œufs brouillés.

## Historique
Plusieurs légendes courent sur l'origine de cette recette.
L'une d'entre elles raconte que les moines cisterciens du monastère de Maulbronn (d'où le nom de Maultaschen) voulaient cacher la viande au Bon Dieu (Herrgott) durant le Carême, ce qui a conduit à l'appellation de Herrgotsbscheisserle (« Dieu trompé »).
Une autre, légèrement différente, raconte que c'étaient des protestants qui ont incorporé en cachette de la viande dans une recette originellement à base d'épinards et d'épices.
Ainsi, la tradition dans les familles souabes a fait de la recette Maultaschen in der Brühe (soupe aux Maultaschen) le plat typique pour le Jeudi saint. Les Maultaschen généreusement préparées par la suite peuvent être accommodées le vendredi suivant selon l'une des autres possibles recettes.

Quelle que soit leur véritable origine, les Maultaschen étaient auparavant un plat de pauvre car elles permettaient de réaliser des repas en utilisant des restes de viande, de légumes et de pain.

## Étymologie
L'origine du mot Maultasche renvoie au XVIe siècle et signifie en premier lieu la « gifle ». Tasche a pour racine tatschen ou tätschen dans le sens de frapper. La préparation à base de pâte a été dénommée ainsi par la suite seulement. Cela vient probablement de la forme gonflée rappelant une joue après une gifle.
L'autre origine probable et fondée serait la composition d'un nouveau nom en réunissant deux termes distincts, à savoir Maul (Mund en haut-allemand), « bouche » et Taschen (pluriel de Tasche, « poche » ou « sacoche »). Par analogie de sa forme, ce sont bien de petits sacs qu'on met en bouche.
Dans le parler courant du pays souabe pour désigner la bouche, le terme Maul est volontiers substitué à Mund, on dit souvent Halt's Maul! pour inviter quelqu'un à « la fermer », ou encore « Ich habe eine aufs Maul bekommen » signalant qu'on vient de se prendre une gifle.

## Expansion
Aujourd'hui, les Maultaschen sont connues comme spécialité culinaire bien au-delà des frontières souabes. La gastronomie moderne se l'est même appropriée. Elle est maintenant connue et distribuée dans les grandes surfaces comme plat préparé, à accommoder suivant diverses recettes.
Elles peuvent apparaître avec un diminutif pseudo-souabe (Maultäschle) et des ingrédients pour le moins sortant de l'ordinaire (Maultaschen au saumon, aux champignons, végétariennes, sauvages…).